# Episodi di Oltre i limiti (prima stagione)
La prima stagione della serie televisiva Oltre i limiti è andata in onda negli Stati Uniti d'America dal 26 marzo al 20 agosto 1995 sul canale Showtime.
In Italia è stata trasmessa nel 1996 dall'emittente TMC 2.
| nº | Titolo originale       | Titolo italiano                  | Prima TV USA   | Prima TV Italia |
| -- | ---------------------- | -------------------------------- | -------------- | --------------- |
| 1  | The Sandkings (Part 1) | I signori della sabbia (parte 1) | 26 marzo 1995  |                 |
| 2  | The Sandkings (Part 2) | I signori della sabbia (parte 2) | 26 marzo 1995  |                 |
| 3  | Valerie 23             | Valerie 23                       | 31 marzo 1995  |                 |
| 4  | Blood Brothers         | Fratelli di sangue               | 7 aprile 1995  |                 |
| 5  | Second Soul            | Seconda anima                    | 14 aprile 1995 |                 |
| 6  | White Light Fever      | La febbre da luce bianca         | 21 aprile 1995 |                 |
| 7  | The Choice             | La scelta                        | 28 aprile 1995 |                 |
| 8  | Virtual Future         | Futuro virtuale                  | 5 maggio 1995  |                 |
| 9  | Living Hell            | Inferno vivente                  | 12 maggio 1995 |                 |
| 10 | Corner of the Eye      | Con la coda dell'occhio          | 19 maggio 1995 |                 |
| 11 | Under the Bed          | Sotto il letto                   | 26 maggio 1995 |                 |
| 12 | Dark Matters           | Questioni serie                  | 2 giugno 1995  |                 |
| 13 | The Conversion         | La conversione                   | 9 giugno 1995  |                 |
| 14 | Quality of Mercy       | Servire e proteggere             | 16 giugno 1995 |                 |
| 15 | The New Breed          | La nuova covata                  | 23 giugno 1995 |                 |
| 16 | The Voyage Home        | In viaggio verso casa            | 30 giugno 1995 |                 |
| 17 | Caught in the Act      | Sesso che uccide                 | 1º luglio 1995 |                 |
| 18 | The Message            | Il messaggio                     | 16 luglio 1995 |                 |
| 19 | I, Robot               | Io, robot                        | 23 luglio 1995 |                 |
| 20 | If Walls Could Talk    | Se i muri potessero parlare...   | 30 luglio 1995 |                 |
| 21 | Birthright             | Diritto di nascita               | 13 agosto 1995 |                 |
| 22 | Voice of Reason        | La voce della ragione            | 20 agosto 1995 |                 |

## I signori della sabbia (parte 1)
La ricerca del dottor Simon Kress sulla vita marziana per il Governo viene sospesa in quanto uno dei campioni è riuscito ad evadere e si è disperso nell'ambiente circostante. Tuttavia, Kress non è d'accordo e decide di continuare i suoi esperimenti in proprio. Crede infatti che queste specie insettiformi siano senzienti. Dopo aver rubato della sabbia contenente uova marziane, Kress crea un'incubatrice per far schiudere più vite aliene. Nel frattempo, l'ossessione di Kress per il suo lavoro, i problemi finanziari e lo stress di venire scoperto dai suoi superiori ha delle ripercussioni sul suo rapporto con la moglie al punto da far credere a Kress che egli sia un dio per i suoi "Signori della sabbia".
- Interpreti: Beau Bridges (Dr. Simon Kress), Helen Shaver (la moglie di Simon), Lloyd Bridges (il padre di Simon).

## I signori della sabbia (parte 2)
Kress viene morso da uno degli alieni ed arriva così ad un punto di alienazione tale da rovinare i rapporti con la moglie e col padre ed uccidere il suo ex supervisore gettandolo nell'incubatrice dei Signori che, resi affamati dallo stesso Kress, lo divorano velocemente. Ormai incapace di riconoscere la realtà dalla fantasia, Kress prova a distruggere le sue creature ma fallisce.
Alla fine dell'episodio, si vede una colonia di signori della sabbia che sembra essere sopravvissuta e si trova a suo agio nella natura selvaggia.
- Interpreti: Beau Bridges (Dr. Simon Kress), Helen Shaver (la moglie di Simon), Lloyd Bridges (il padre di Simon).

## Valerie 23
La Innobotics Corporation, società di robotica e tecnologia all'avanguardia, sperimenta sul campo il suo nuovo prodotto: Valerie 23, un androide femmina che somiglia in tutto e per tutto ad una donna normale e dotata di un'intelligenza artificiale capace di provare emozioni e sentimenti. La robot viene mandata a tenere compagnia ad Frank Hellner, un tecnico paraplegico, che prima si dimostra molto scostante e scortese. Poi, quando vede che il robot prova sentimenti come un'umana, inizia a rivalutarla. Purtroppo, Valerie riesce a provare anche la gelosia, che mette in atto quando la fisioterapista Rachel Rose (con cui Frank ha una relazione) inizia a venire per le terapie di movimento. Valerie è determinata, e rimuoverà ogni ostacolo che troverà sul suo cammino.
- Interpreti: Sofia Shinas (Valerie 23), William Sadler (Frank Hellner), Nancy Allen (dott.ssa Rachel Rose)

## Fratelli di sangue
La scoperta di un vaccino che potenzialmente garantisce l'immortalità spinge i fratelli Spencer e Michael Deighton in direzioni opposte. E quella che potrebbe sembrare una "cura miracolosa" si trasforma così in un viaggio di omicidi e autodistruzione.
- Interpreti: Charles Martin Smith (Spencer Deighton), Martin Kemp (Michael Deighton)

## Seconda anima
Una razza di alieni, gli N'Tal,  giunge sulla Terra nel tentativo di arrestare la propria estinzione. In che modo? Rianimando cadaveri umani. Ma un medico governativo sente che i loro piani sono mossi da qualcosa che va oltre la semplice sopravvivenza.
- Interpreti: Mykelti Williamson (medico governativo)

## La febbre da luce bianca
Quando l'eccentrico miliardario Harlan Hawkes e il suo medico personale, il dottor "Mac" McEnernay, cercano di prendersi gioco della morte, un'entità elettrica blu si manifesta loro per insegnargli che non ci si immischia negli affari della natura e che le conseguenze delle proprie azioni si estendono nella vita dell'Aldilà.
- Interpreti: William Hickey (Harlan Hawkes), Bruce Davison (Mac McEnernay)

## La scelta
Joe e Leslie Travers capiscono che la loro figlia inquieta Aggie ha bisogno di attenzioni speciali. Solo che non hanno idea di quanto speciali debbano essere queste attenzioni finché non assumono una tata anche lei molto "speciale". Tutto sembra tranquillo, finché non si fa vivo un investigatore, e i genitori devono decidere di lasciar andare Aggie per poterla salvare.
- Interpreti: Thora Birch (Aggie Travers), Page Fletcher (signor Travers), Sandra Nelson (signora Travers), Megan Porter Follows (Karen Ross).

## Futuro virtuale
Quando il ricercatore Jack inventa una tuta telemetrica che gli permette di saltare nel futuro, il giovane diviene bersaglio del miliardario Bill Trenton che, in apparenza molto generoso, intende invece usare la tuta per le sue ambizioni politiche.
- Interpreti: Josh Brolin (Jack), David Warner (Bill Trenton)

## Inferno vivente
L'innesto di un chip cerebrale dà alla vita di Ben Kohler una seconda possibilità. Ma quando l'uomo inizia ad avere visioni di donne che vengono assassinate, Ben decide di rivolgersi alla dottoressa Jennifer Martinez, che tenta di risalire al killer intrappolato nella testa di Ben.
- Interpreti: Sam Robards (Ben Kohler), Elizabeth Peña (dott.ssa Jennifer Martinez)

## Con la coda dell'occhio
Padre Anton Jonascu riceve la visita di alcuni demoni che gli offrono poteri di vita e morte, che il sacerdote decide di usare per salvare l'umanità. Ciò che il parroco non sa è che quegli angeli o demoni sono in realtà alieni che vogliono risucchiare l'atmosfera terrestre per salvare il loro mondo morente.
- Interpreti: Len Cariou (Padre Jonascu)

## Sotto il letto
Lo psicologo Jon Holland viene incaricato di fare una perizia su una ragazzina di sei anni, Jillian, unica testimone del sequestro di suo fratello. Il racconto della bimba però si rivela non avere senso. Ma quella che sembrava il frutto di una fervida fantasia infantile ben presto sarà realtà: un mostro nascosto sotto al letto.
- Interpreti: Timothy Busfield (Jon Holland)

## Questioni serie
Una piccola navicella spaziale per trasporti commerciali capitanata da Lydia Manning e Paul Stein improvvisamente lascia l'iperspazio per entrare in un buco nero e senza stelle. Per riuscire ad uscire dal vuoto, Paul deve affrontare l'oscura materia che non solo circonda la navicella, ma risiede anche nel suo cuore.
- Interpreti: Annette O'Toole (Lydia Manning), John Heard (Paul Stein)

## La conversione
Henry Marshall è un misantropo di prima categoria, che odia tutto e tutti. L'arrivo di alcuni alieni nella sua vita gli farà capire una volta per tutte cosa significhino l'umanità e la compassione.
- Interpreti: Frank Whaley (Henry Marshall)

## Servire e proteggere
Su un pianeta remoto, il maggiore Skokes è stato catturato dagli alieni e imprigionato. La sua compagna di cella è una donna sottoposta ad una lenta trasformazione che la renderà una degli alieni.
- Interpreti: Robert Patrick (Maggiore John Skokes)

- Curiosità: La conclusione di questo episodio avverrà nella stagione successiva, nel 18esimo episodio intitolato La Brigata Luce.

## La nuova covata
Un malato oncologico terminale chiede ad un suo amico, il dottor Stephen Ledbetter, di aiutarlo. Quest'ultimo pensa di poter testare su di lui la sua nuova scoperta in campo medico: dei mini-robot che, grazie alla nanotecnologia, possono curare qualsiasi malattia esistente. Ma quando il malato guarisce, i nanorobot sono ancora dentro il suo corpo, mirati a curare qualsiasi forma di imperfezione per renderlo l'Organismo Supremo.
- Interpreti: Peter Outerbridge (il malato terminale), Richard Thomas (dottor Stephen Ledbetter).

## In viaggio verso casa
Nell'anno 2015, i primi tre astronauti in esplorazione su Marte raccolgono involontariamente una forma di vita aliena prima di iniziare il loro viaggio verso casa. Dopo aver assistito alla morte dei suoi amici, l'unico superstite dell'equipaggio dovrà decidere come impedire all'orrenda creatura di raggiungere la Terra.
- Interpreti: Jay O. Sanders, Matt Craven e Michael Dorn (gli astronauti)

## Sesso che uccide
Jay e Hannah Valesi sono una giovane coppia felicemente innamorata e prossimi al matrimonio. Ma Jay non vede di buon occhio il voto di castità fatto da Hannah prima del fatidico "Sì". Un giorno, però, le cose cambiano: dopo aver raccolto un oggetto piombato nella sua stanza, Hannah si sente diversa: quella che prima era una ragazza casta e pudica ora è un'insaziabile mangiauomini sempre alla ricerca di sesso. E se non fosse un cambio di mente, bensì una possessione da parte di un organismo parassita di un altro mondo?
- Interpreti: Jason London (Jay), Alyssa Milano (Hannah)

## Il messaggio
A una donna sorda dalla nascita viene impiantato un apparecchio che la aiuti a sconfiggere la sua condizione. Ma quando i primi suoni percepiti dalla donna si rivelano essere dei segnali di soccorso inviati da forze aliene, l'unico che riuscirà a decifrarli sarà un semplice custode.
- Interpreti: Marlee Maitlin (Jennifer Winter), Larry Drake (Robert, il custode)

- Curiosità: Il personaggio interpretato da Larry Drake si chiama Robert proprio come un altro personaggio interpretato dallo stesso Drake, ovvero Robert G. Durant, il villain del film Darkman.

## Io, robot
Adam viene accusato di omicidio. Adam è un robot, e il suo è un caso particolare perché viene accusato di omicidio del suo creatore. Viene contattato l'avvocato Thurman Cutler a stabilire se il suo è stato un improvviso malfunzionamento o se un upgrade di tipo militare ha trasformato il docile robot in una spietata macchina da guerra.
- Interpreti: Leonard Nimoy (Thurman Cutler)

- Curiosità: L'episodio è interpretato da Leonard Nimoy, il celebre Spock della saga di Star Trek, mentre la regia è di suo figlio Adam; Nonostante il titolo, l'episodio non ha nessuna analogia con il racconto omonimo di Isaac Asimov.

## Se i muri potessero parlare...
Lo scienziato Leviticus "Levi" Mitchell non crede all'esistenza dei fantasmi. Sarà Lynda Tillman, una madre addolorata, a mettere in dubbio le sue certezze quando i due si troveranno a ispezionare la casa dove Lynda crede che suo figlio e la sua fidanzata siano stati brutalmente assassinati. Quando i due scopriranno che è la casa a divorare le sue vittime, dovranno trovare un modo di distruggerla prima che uccida anche loro.
- Interpreti: Dwight Schultz (Levi Mitchell), Alberta Watson (Lynda Tillman), Ryan Reynolds (il figlio di Lynda)

## Diritto di nascita
Il senatore Richard Adams non è ciò che sembra: una ferita alla testa dovuta a un incidente scatena una reazione a catena che porta alla scoperta della sua identità aliena. Ancor più spaventosa, però, è la scoperta del sinistro piano messo in atto per provocare l'eliminazione della razza umana.
- Interpreti: Perry King (senatore Richard Adams), Mimi Kuzyk (dott.ssa Leslie McKenna)

## La voce della ragione
Un uomo qualunque di nome Randall Strong cerca di convincere una commissione di capi militari statunitensi che gli alieni rappresentano una minaccia per gli esseri umani. Ma le sue ragioni incontrano opposizione e sospetto, in particolare quelli di Thornwell, il comandante in capo. Convinto che lo stesso Thornwell sia un alieno, Strong decide di occuparsi da solo del problema.
- Curiosità: nell'episodio sono presenti vari spezzoni di altri episodi della serie, tra cui l'episodio 1 (I signori della sabbia), il 16 (In viaggio verso casa), si parla dell'alieno parassita dell'episodio 17 (Sesso che uccide), un enzima alieno visto nell'episodio 19 (Se i muri potessero parlare...).